# Václav Rudl
Václav Rudl (31. ledna 1874 Hořesedly – 11. června 1913 Brandýs nad Labem) byl český průmyslový ředitel, strojař, sportovní funkcionář, fotbalista a průkopník tohoto sportu v českých zemích. Roku 1893 byl spoluzakladatelem fotbalového kroužku v rámci klubu AC Královské Vinohrady, ze kterého se posléze zformoval fotbalový klub AC Sparta Praha, jehož se stal prvním kapitánem i trenérem. Roku 1896 se stal prvním generálním tajemníkem Českého výboru pro hry olympijské v Praze, později Českého olympijského výboru.

## Život
Narodil se v Hořesedlích u Rakovníka ve středních Čechách, v jeho mládí se však rodina patrně přestěhovala do Prahy. Byl vyučen v oboru strojírenství. Již v mládí se projevil jako všestranný atlet a sportovec. Roku 1893 se přes svého mladšího bratra Bohumila seznámil on a třetí bratr Rudolf, s členy s tehdy pouze bruslařským a cyklistickým klubem Athletic Club Královské Vinohrady, jehož předsedou byl Maxmilián Švagrovský. Václav a Rudolf hráli především fotbal a brzy přivedli celý fotbalový kroužek, který v té době působil na Letenské pláni. Klub, záhy přejmenovaný na Sparta Praha, se stal jedním z nejznámějších pražských fotbalových klubů. Václav Rudl se stal vůbec prvním kapitánem i trenérem týmu, v pozdějších letech působil též jako trenér. Jako první v historii českého fotbalu v klubu založil dorostenecké družstvo.
Rovněž vykonával funkci tajemníka České amatérské atletické. Na podzim roku 1896 byl na schůzi v restauraci U Choděrů na Ferdinandově třídě stal prvním generálním tajemníkem Českého výboru pro hry olympijské v Praze.
V prvním desetiletí 20. století se vypracoval na pozici ředitele továrny na výrobu zemědělských strojů Františka Melichara v Brandýse nad Labem.
Václav Rudl zemřel 11. čevna 1913 v Brandýse nad Labem ve věku 39 let následkem dlouhodobé závažné nemoci. Pohřben byl na hřbitově v Brandýse nad Labem.